# Hippodrome de la prairie Malicorne
Vous pouvez aider à l'améliorer ou bien discuter des problèmes sur sa page de discussion.
- Il ne cite pas suffisamment ses sources. Vous pouvez indiquer les passages à sourcer avec {{référence nécessaire}} ou {{Référence souhaitée}}, et inclure les références utiles en les liant aux notes de bas de page. (Marqué depuis avril 2024)
- Certaines informations devraient être mieux reliées aux sources mentionnées dans la bibliographie ou les liens externes. Améliorez sa vérifiabilité en les associant par des références. (Marqué depuis avril 2024)
- Il ne s’appuie pas, ou pas assez, sur des sources secondaires ou tertiaires. (Marqué depuis avril 2024)

- Archive Wikiwix
- Bing
- Cairn
- DuckDuckGo
- E. Universalis
- Gallica
- Google
- G. Books
- G. News
- G. Scholar
- Persée
- Qwant
- (zh) Baidu
- (ru) Yandex
- (wd) trouver des œuvres sur Wikidata

L'Hippodrome de la Prairie Malicorne se situe à Abbeville dans la Somme.
Il est aussi nommé Hippodrome d'Abbeville. C'est un hippodrome de trot. Cinq réunions s'y tiennent chaque année entre mai et juin. Il se trouve dans le	quartier de la Gare - Rouvroy - La Portelette et plus précisément dans le marais Malicorne, à l'ouest de la ville d'Abbeville.

## Installations
- Piste en herbe
- Corde à gauche